# P-serie

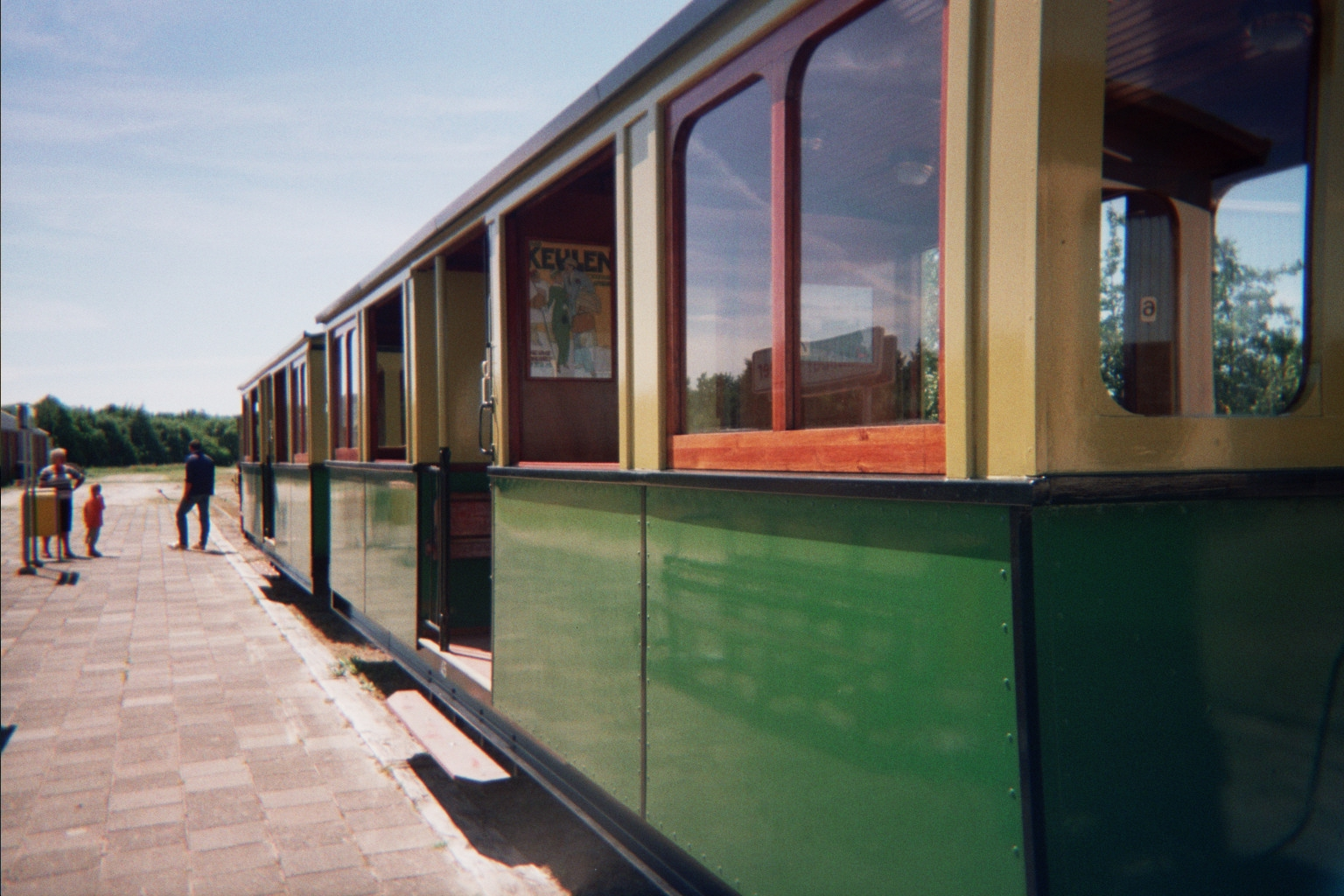
P45 en P46 op de halte Valkenburgse Meer

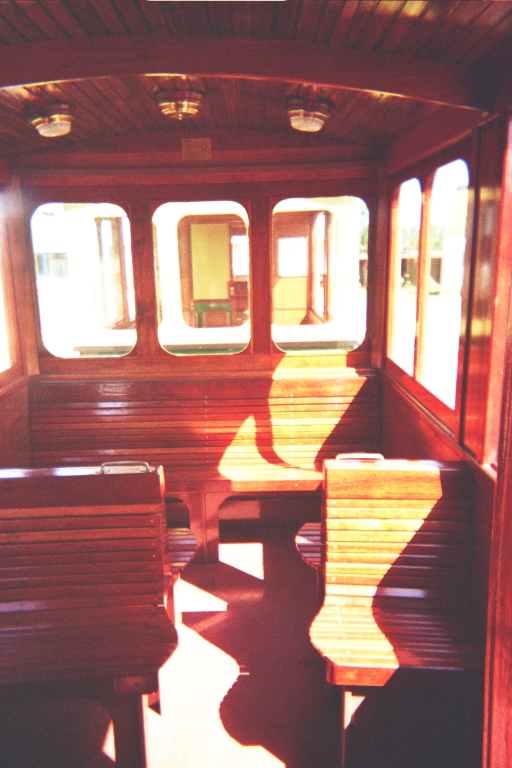
Gemeenschappelijk interieur P44, P45 en P46

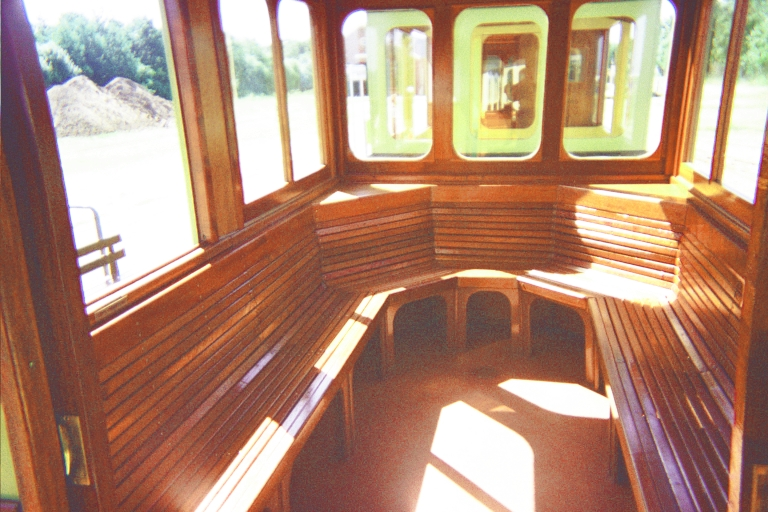
Rolstoelcompartiment in de P45

De P-serie is een type tramwagon die gebruikt wordt door de Katwijkse museumstoomtram SKL. Hoewel het nummer van alle rijtuigen in deze serie met de letter P beginnen, zijn er maar drie van de zeven bestaande rijtuigen min of meer gelijk aan elkaar. De 'P' staat voor 'Personenrijtuig'.

## P44, P45 en P46
Oorspronkelijk was het in 1985 gebouwde rijtuig P44 gelijk aan zijn oudere broertje P43, een open rijtuig. Beide wagens werden gebouwd in de toenmalige NSS-werkplaats in de Zuidduinen in Katwijk, bedoeld voor de toenmalige toeristische stoomtramlijn door diezelfde Zuidduinen. Later echter werd deze lijn opgeheven en werd een nieuwe lijn geopend rondom het Valkenburgse Meer. In tegenstelling tot de Zuidduinen, alwaar enkel gedurende de zomermaanden kon worden gereden, werd de lijn rondom het Valkenburgse Meer het hele jaar door uitgevoerd, waardoor er behoefte ontstond aan gesloten rijtuigen. De P44 werd omgebouwd tot gesloten rijtuig. Kennelijk beviel dit de SVM, waarna er nog twee rijtuigen naar hetzelfde ontwerp werden gebouwd: de P45 in 2000 en de P46 in 2001. Beide rijtuigen werden wel 80 centimeter langer en 15 centimeter breder gebouwd dan de P44. Bij de P45 werden aan één kant de zitplaatsen in een U-vorm ingebouwd, om ruimte te maken voor rolstoelen. In de P46 kan ook een rolstoel mee, daartoe werden aan één zijde de banken tegenover elkaar gezet.
Om het reizen in deze tramwagens gedurende warme dagen in de zomer nog wat comfortabeler te maken, zijn de vier middelste ramen geschikt om uitgenomen te worden. Hiermee worden de rijtuigen "halfopen" bij mooi weer, en blijven het gesloten rijtuigen bij slecht weer.

## P23
De P23 is de enige in de P20-serie. Het nummer van dit rijtuig ligt in de 20 en niet in de 40, zoals alle andere, omdat dit rijtuig slechts twee assen heeft en geen vier, zoals de andere rijtuigen. Het is een open rijtuig. Lange tijd was het het enige rijtuig met een parkeerrem, die gebruikt wordt bij het rangeren. Bij SVM-medewerkers wordt het daarom ook wel "remmerswagen" genoemd. Tegenwoordig heeft de P45 echter ook een parkeerrem en beschikt de OSM-postwagen eveneens over een rem.

## P42
Volledig afwijkend van andere wagens in de P-serie is de P42, een tramwagon in klassieke stijl, en het oudste door NSS gebouwde en nog rijdende rijtuig (gebouwd in 1978 in de toenmalige NSS-werkplaats in Katwijk). Oorspronkelijk had de P42 dezelfde kleuren als de andere wagens in de P-serie, maar bij een restauratie in 1989 werd het plaatwerk aan de buitenkant vervangen door schrootjes en werd het interieur vervangen door oud Belgisch trammateriaal, waardoor het rijtuig het uiterlijk van een klassieke tramwagon kreeg. Als enige gesloten tramstel heeft de P42 de in- en uitstapdeuren niet in het midden maar aan de uiteinden.

## P43
Het in 1983 gebouwde rijtuig P43 was vroeger samen met de P44 een van de twee vierassige open rijtuigen. Door verbouwing van de P44 tot gesloten rijtuig, is de P43 nu nog de enige in zijn soort. De banken staan overdwars over de gehele lengte van de wagon, waardoor langs alle banken uitgangen moeten zijn. Voordeel hiervan is wel dat deze wagen over een relatief korte lengte (nog geen tien meter) toch maar liefst veertig zitplaatsen biedt.

## Overeenkomsten
Ondanks dat veel rijtuigen van elkaar verschillen, zijn er ook overeenkomsten. Zo worden ze gekoppeld door middel van een kortkoppeling die oorspronkelijk afkomstig is van de Haagse tram: aan het uiteinde van elke wagon hangt een stang met een gat erin, door middel van een pin kunnen deze aan elkaar gehaakt worden. Elke wagen is voorzien van een alarmbel en alarmknoppen. Wanneer een van deze knoppen wordt ingedrukt, gaat in elke wagen het alarm af. De conducteur, die deze bel zou moeten horen, kan vervolgens de machinist -indien nodig- opdracht geven te stoppen.